# Diplolophium africanum
Diplolophium africanum är en flockblommig växtart som beskrevs av Porphir Kiril Nicolai Stepanowitsch Turczaninow. Diplolophium africanum ingår i släktet Diplolophium och familjen flockblommiga växter. Inga underarter finns listade i Catalogue of Life.